# Cristòfor de Baviera
Cristòfor de Baviera (alemany: Christoph III)  (Neumarkt in der Oberpfalz, 26 de febrer de 1416 (Gregorià) - Helsingborg, 6 de gener de 1448) va ser rei, per mitjà de la Unió de Kalmar, de Dinamarca (1440-1448), Suècia (1441-1448) i Noruega (1442-1448).
Durant el curt temps del seu regnat, va arribar a importants acords amb la noblesa dels tres regnes que governà. Això va permetre mantenir durant tot aquell temps la integritat de la Unió de Kalmar. Tot i això, el seu regnat és recordat per la misèria i la penúria econòmica existent.
Casat l'any 1445 amb Dorotea de Brandeburg, la parella no va tenir fills.

## Biografia
Cristòfor de Baviera va néixer al castell de Helsingborg, a Dinamarca, probablement el 26 de febrer de 1416. Era fill del duc Joan de Palatinat-Neumarkt i de Caterina de Pomerània, germana del rei de la Unió de Kalmar, Eric de Pomerània.
Després de la marxa cap a l'exili a Gotland del rei Eric, el 1439, el consell danès li va oferir a Cristòfor la corona del regne. Ell l'acceptà immediatament. Així, arribà a Dinamarca el mateix 1439, on primerament va rebre el títol de virrei i el 9 d'abril de 1440 va ser nomenat rei de Dinamarca. No va ser però, fins al 1443 quan fou coronat com a nou monarca.
Després d'aquest nomenament danès, Cristòfor va enviar representants a Suècia per negociar amb el consell d'aquest país. A Suècia governava llavors com a regent Carles Knutsson, qui acceptà negociar amb Cristòfor. Així, fou elegit rei de Suècia el 13 de setembre de 1441, i el 14 de setembre del mateix any fou coronat a la ciutat d'Uppsala. Un any després, el 1442, va ser escollit també com a rei de Noruega.
En política exterior, el nou rei va signar, l'any 1441, un tractat de pau amb la Lliga Hanseàtica, enemiga tradicionalment dels estats que formaven la Unió. També va fomentar el comerç entre els regnes escandinaus i les ciutats neerlandeses. Tot i això, cap al final del seu regnat els conflictes amb la Lliga Hanseàtica van tornar a créixer. Hom diu que aquesta tensió arribà al punt que Cristòfor elaborà plans de guerra contra la ciutat de Lübeck recolzat per diversos prínceps alemanys. També és probable que tingués al cap una guerra contra Rússia.
D'altra banda, el monarca s'havia compromès a tornar a Suècia el control de Gotland. L'anterior rei, Eric de Pomerània, s'havia establert a l'illa, i des d'allà organitzava i dirigia actes de pirateria contra les naus comercials. Durant els 7 anys de regnat, mai arribà a un acord amb Cristòfor.
Pel que fa a la política interior, durant el seu regnat els tres regnes que formaven la Unió de Kalmar van gaudir de certa independència. A diferència d'Eric de Pomerània, Cristòfor visità Suècia en diverses ocasions, des d'on va arribar a dirigir els afers d'Estat durant llargues temporades. Quan marxava deixava el país en mans de regents especials, que actuaven com a caps de govern i jutges suprems.
La seva obra més destacada va ser, probablement, la nova edició augmentada de les lleis nacionals de Suècia, que actualitzaven les donades al temps de Magnus II Eriksson. Aquesta nova recopilació és coneguda com les Lleis nacionals del rei Cristòfor. A Noruega, d'altra banda, va emetre una ordre que limitava l'explotació, per part dels comerciants alemanys, de la ciutat de Bergen.
Al principi del seu regnat, el 1441, el rei va haver de fer front a una rebel·lió al nord de la península de Jutlàndia. La rebel·lió va portar com a conseqüència l'empitjorament de les condicions de vida dels agricultors danesos, que vingué aprofundida per la gran repressió del govern. A Suècia, es patia alhora una grau fam, agreujada per grans càrregues fiscals. Per tal de tornar a recuperar l'opinió, va convocar una reunió d'homes de govern a la ciutat sueca de Jönköping. Allà va morir de forma sobtada el 5 o 6 de gener de 1448. Fou enterrat a la catedral de Roskilde, a Dinamarca.